# Нокшино
Но́кшино (рос. Нокшино) — присілок у складі Великоустюзького району Вологодської області, Росія. Входить до складу Юдинського сільського поселення.

## Населення
Населення — 14 осіб (2010; 17 у 2002).
Національний склад (станом на 2002 рік):
- росіяни — 94 %